# Sigong (socken)
Sigong (kinesiska: 四公乡, 四公) är en socken i Kina. Den ligger i provinsen Sichuan, i den sydvästra delen av landet, omkring 110 kilometer söder om provinshuvudstaden Chengdu. Antalet invånare är 11 837. Befolkningen består av 5 789 kvinnor och 6 048 män. Barn under 15 år utgör 16,0 %, vuxna 15-64 år 66 %, och äldre över 65 år 17,0 %.
Genomsnittlig årsnederbörd är 1 348 millimeter. Den regnigaste månaden är juli, med i genomsnitt 306 mm nederbörd, och den torraste är december, med 13 mm nederbörd.